# جنزير (اسم مستعار)
جنزير (الجيزة، 1982) هو اسم فني يستعمله الفنان المصري محمد فهمي، والذي اكتسب شهرة شعبية في مصر وفي العالم إثر ثورة 25 يناير. قبل الثورة، كانت له شعبية واسعة إلا أنها اقتصرت على أوساط الفن والتصميم. تتناول أعمال جنزير قضايا تمس المسؤولية المدنية والعدالة الاجتماعية، وهي تنتقد المجلس الأعلى للقوات المسلحة الذي يحكم مصر منذ استقالة الرئيس السابق محمد حسني مبارك.

## إشادة
وضعته هافينغتون بوست ضمن قائمة «25 فنان شوارع من جميع أنحاء العالم الذين أثروا على الفن العام»". في حين وضعه موقع Al -Monitor.com على لائحة «50 شخصًا يشكلون ثقافة العالم الشرق الأوسط». وهو أحد أبطال الفيلم الوثائقي المعنون بـ "فن الحرب" الذي نال استحسان النقاد للمخرج الألماني ماركو ويلمز.
كما ذكرت أرتيو الألمانية بأن جنزير واحد من أكثر الفنانين الأحياء مبيعًا في مصر اليوم.

## السياسة والفن النوعي
لم يكن فن الشارع السياسي شائعًا في مصر قبل ثورة 2011، لكنه انتشر في الأماكن العامة في حقبة ما بعد الثورة. ازدادت الأعمال الفنية التي تستهدف المجلس الأعلى للقوات المسلحة بشكل خاص منذ الثورة لأنه، ووفقًا لصحيفة كريستيان ساينس مونيتور، فإن «هذه الكتابة على الجدران المضادة للجيش هي انعكاس لإحباط النشطاء المصريين من الحكام العسكريين، الذين يقولون بأنهم استبدلوا حكمًا مستبدًا بآخر.».
فيما يتعلق بنوع الإنتاج الفني الذي يشارك فيه، قال جنزير «أنا لست مصمم جرافيك بالضبط، ولا أنا مصمم منتجات. أنا لست بشكل خاص فنان شارع أو فنان كتاب هزلي، ولا أنا فنان تثبيت أو كاتب أو متحدث أو صانع فيديو. ولكن أتيحت لي الفرصة لتولي أحد هذه الأدوار في فترات زمنية مختلفة وفي مواقع مختلفة حول العالم». في الواقع، بالإضافة إلى فن الشارع المعروف، أنتج جنزير محتوى فنيًا لـ «المجلات والأحداث والمشاريع والموسيقيين». يرفض جنزير تسمية «فنان الشارع»، بعد أن قال إن «تسمية فنان الكتابة على الجدران هو شيء أنا ضده تمامًا. ليس من عادل حقًا مع فناني الشوارع الآخرين لأنني لست بالضرورة فنان الشارع ، ولا أفكر في فن الشارع».

## العمل الفني
يلاحظ في فن جنزير الشارعي على وجه التحديد انتقاده الضمني والصريح للمجلس الأعلى للقوات المسلحة. على سبيل المثال، مباشرة بعد ثورة فبراير، أنشأ فهمي سلسلة من اللوحات الجدارية التي تصور «الشهداء» الذين قُتلوا خلال الثورة، واصفاً إياها بـ«جداريات الشهداء». على الرغم من أن فن الشارع بأشكال مختلفة، كان ينتج خلال الثورة، إلا أن هذه اللوحات الجدارية حققت شهرة عامة في رؤية الشهداء، حيث يحتفل بهم علانية. أدت جهود الحكومة المصرية لإزالة هذه اللوحات الجدارية من المباني العامة إلى عمل احتجاجي "Mad Graffiti Weekend" في مايو 2011.

## كاريكاتير
أنشأ جنزير أيضًا عددًا قليلاً من القصص المصورة، بما في ذلك روايته المصورة الأولى The Solar Grid (2019). والتي تعتبر من أفضل خمس كتب هزلية في مصر
في 2019، أنجز كاريكلتير السيسي، المارشال السارق 

## المعارض
- يجب الإعلان عن ذلك - معهد جوته، القاهرة، مصر - 2007
- أبطال كل يوم - تاون هاوس أونسايت، القاهرة، مصر - 2007
- دقيقة واحدة - مسرح روابيت - القاهرة - مصر - 2008
- صالة تشكيل، دبي، القاهرة، مصر - 2008
- فناني الحضر - صالة تشكيل، دبي، الإمارات العربية المتحدة - 2008
- الفن الثلاثي - مؤسسة BAD، روتردام، هولندا - 2008 [17]
- Cairoscape - Uqbar، برلين، ألمانيا - 2008 [18]
- Radius of Art - كيل، ألمانيا - 2008 [19][20]
- Up Yours - كران فيلم، بروكسل، بلجيكا - 2008 [21]

- ورشة شطنا الدولية - شطنا، الأردن - 2009
- لما لا؟ - قصر الفنون بالقاهرة، مصر - 2010 [2]
- Noord - ميدياماتيك، أمستردام، هولندا - 2010 [2]
- كايرو دوكومنتا - فندق فيينا، القاهرة، مصر - 2010 [2][22]
- إطلاق Meet Phool - Darb1718، القاهرة، مصر - 2011 [23]
- القاهرة 20x20 - معرض التميمة، تورونتو، كندا - 2011
- الكتابة على الجدران العربية وفن الشارع المصري - معرض توت عنخ آمون، فرانكفورت، ألمانيا −2012 [24][25][26]
- مهرجان كاتوفيتشي ستريت للفنون - كاتوفيسه، بولندا - 2012 [27][28]
- Expressoes da Revolucaode - Contra Cultura، بورتو أليغري، البرازيل - 2012
- Newtopia: حالة حقوق الإنسان - متحف هوف فان بوسليدين، ميشلين، بلجيكا −2012 [29]
- Theatrefestival Basel - كاسيرن بازل، بازل، سويسرا - 2012 [30]
- التمزقات: أشكال الخطاب العام - مدرسة كوبر يونيون للفنون، نيويورك، الولايات المتحدة الأمريكية - 2012 [31]
- الفيروس ينتشر - صالة سفرخان الفنية، القاهرة، مصر - 2012 [32]
- من اليسار إلى اليمين - Kunstquartier Bethanien، برلين، ألمانيا - 2012 [32]
- ماذا نرسم؟ - ملحق نايل سانست، القاهرة، مصر - 2013 [32]
- افتح يا سمسم - Apexart، NYC، الولايات المتحدة الأمريكية - 2013 [32]
- واجه الفترين - D-CAF - القاهرة، مصر - 2013 [33]
- (K) harya "Freedom or Shit" - Hotel Viennoise، القاهرة، مصر - 2013 [32]
- عودة إلى المربع 1 - Forumbox، هلسنكي، فنلندا - 2013 [32][34]
- مهرجان الوان - مساحة الرواق الفنية، أديليا، البحرين - 2014 [32][35]
- ينالي الفن الحضري - فولكلينجين - 2015 [24]
- All American By Ganzeer - معرض ليلى هيلر، نيويورك - 2015 [36][37]

## المنشورات
- أرابيسك - بقلم بن ويتنر، ساشا ثوما، نيكولاس بوركين - Gestalten ، برلين، ألمانيا - 2008
- أطلال المستقبل - لجورج عزمى وجنزير - مجموعة الصور المعاصرة، القاهرة، مصر - 2008 [38][39]
- من النهاية - بقلم جانزر - نشر ذاتيًا، القاهرة، مصر - 2009
- أرابيسك 2 - بن ويتنر وساشا ثوما - Gestalten ، برلين، ألمانيا - 2011
- محادثة حائط: كتابات عن الثورة المصرية - بقلم شريف برعى - زيتونة، القاهرة، مصر - 2012
- كتابات الثورة - بقلم ميا غروندل - مطبعة الجامعة الأمريكية بالقاهرة، مصر - 2013
- نيوتوبيا: حالة حقوق الإنسان - بقلم كاترينا جريجوس وإلينا سوروكينا - لوديون، أنتويرب، بلجيكا
- الشقة في باب اللوق - دنيا ماهر، جنزير وأحمد نادي - ميريت للنشر، القاهرة، مصر - 2014 [40]
- جدران الحرية - بقلم دون ستون وبسمة حمدي - من هنا إلى فيم للنشر، برلين، ألمانيا - 2014

## روابط خارجية
- Ganzeer.com
- مقال لامبيك كوميكلوبيديا.
- مقابلة مع فن الشوا[ وصلة ميتة دائمة ][ وصلة ميتة دائمة ]رع